# Loi portant statut des Juifs
Loi portant statut des Juifs, es la llei del 3 d'octubre de 1940 "sobre l'estatus dels jueus", anomenada pels historiadors "primer estatus dels jueus", és un decret llei del règim de Vichy que imposa una definició biològica de l'anomenada raça jueva. Aquesta llei va ser utilitzada durant l'Ocupació per a la implementació en el marc de la Revolució Nacional d'una política "racial" antisemita. Especifica les professions ara prohibides a les persones que compleixen els criteris establerts.
Numerat 28, és anterior un dia a la "llei relativa als estrangers de raça jueva" que autoritza i organitza l'internament de jueus estrangers i marca l'inici de la política de col·laboració del règim de Vichy en l'extermini dels jueus d''Europa. Aquestes dues “lleis” van aparèixer simultàniament al Diari Oficial dues setmanes més tard, el 18 d'octubre de 1940.
Una "llei" excepcional que va ser substituïda el 14 de juny de 1941 per la segona condició dels jueus, va usurpar el nom de llei malgrat les posicions del Consell d'Estat que es van mantenir vigents, el Parlament ja no estava en funcions des de l'11 de juny. juliol de 1940.
El règim de Vichy era nominalment independent, a diferència de la zona nord, ocupada, que estava sota ocupació directa per l'Alemanya nazi; però el règim de Pétain no va esperar a rebre l'ordre d'elaborar mesures antisemites pels nazis, sinó que les va prendre per iniciativa pròpia. Les mesures antisemites van començar a elaborar-se gairebé immediatament després que Pétain signés l'armistici del 22 de juny de 1940, posant fi a les hostilitats i establint els termes de la rendició de França als alemanys, inclosa la divisió de França en zones ocupades i zones lliures.

La llei dona una definició, al seu sentit legal, a l'expressió 
| « | de race juive | » |

 qui serà utilitzada durant l'Ocupació per a la posada en marxa en el marc de la Revolució nacional d'una política corporativista i « racial » antisemita. Especifica les professions d'ara endavant prohibides a les persones responent als criteris de l'edicte.
Precedeix d'un dia la « llei relativa als ciutadans estrangers de raça jueva » en la que s'autoritza i organitza l'internament dels Jueus estrangers i marca l'inici de la política de « col·laboració » dins l'Imperi francès, a França metropolitana i a Algèria, a l'extermini dels Jueus d'Europa, del protectorat francès al Marroc, del protectorat francès a Tunísia, i del Llevant. Aquestes dues « lleis » van aparèixer simultàniament al Butlletí oficial dues setmanes més tard, el 18 d'octubre de 1940.
Una "llei" excepcional que va ser substituïda el 14 de juny de 1941 per la segona condició dels jueus, va usurpar el nom de llei malgrat les posicions del Consell d'Estat que es van mantenir vigents, el Parlament ja no estava en funcions des de l'11 de juny. juliol de 1940.

## Història

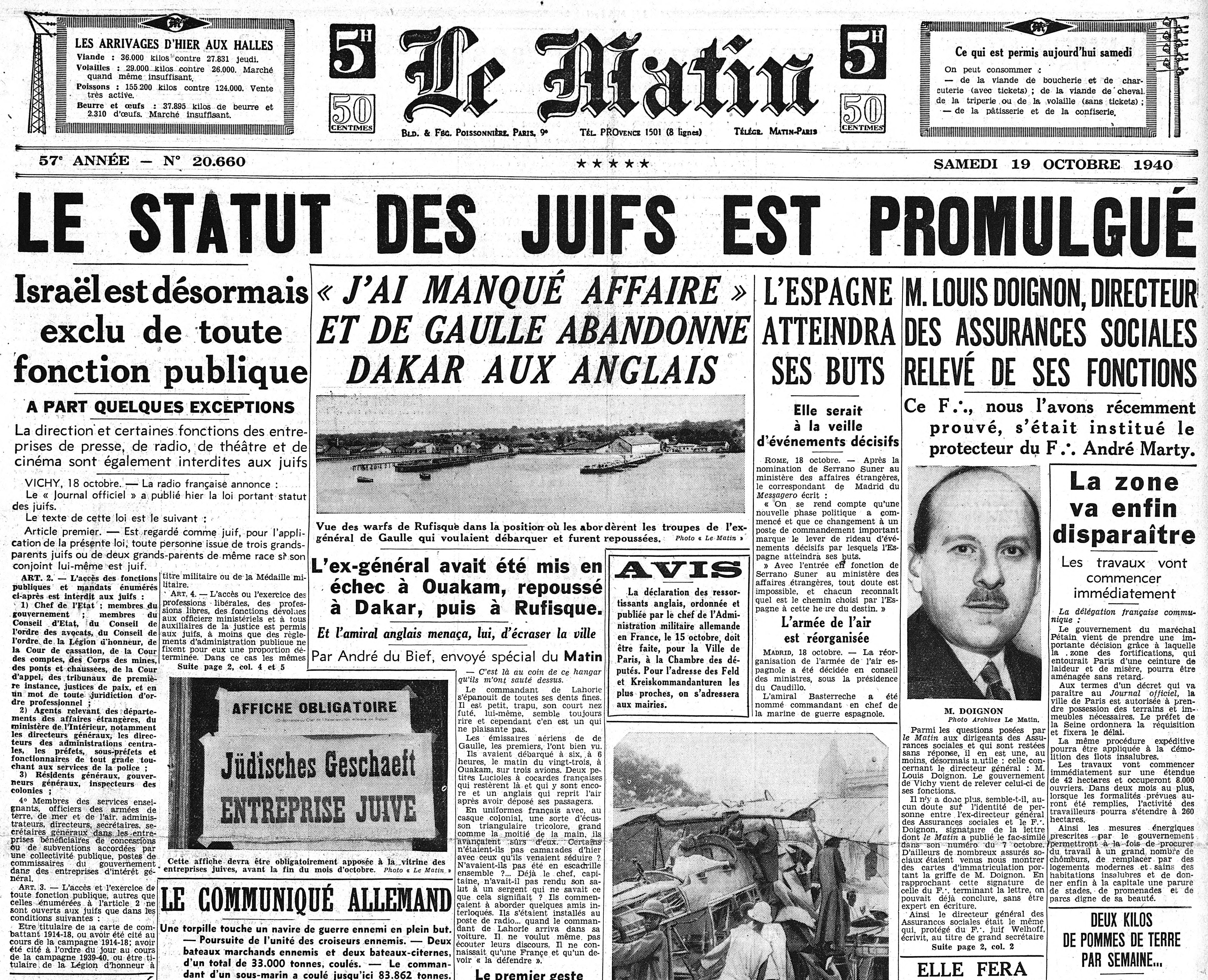
Una del periòdic El Matí del d'octubre de, anunciant la promulgation de l'estatut dels Jueus.

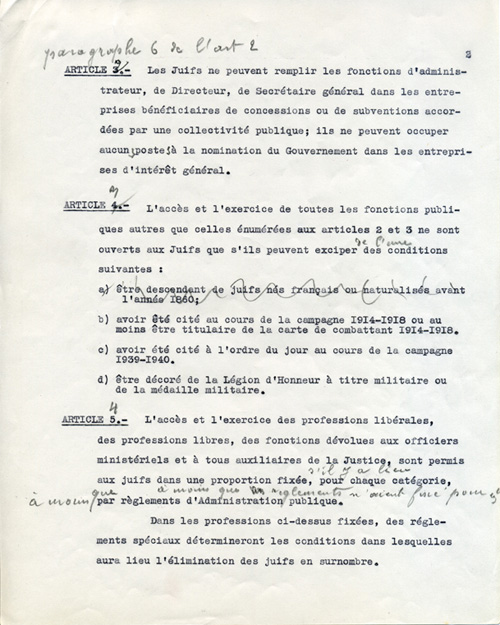
Text de l'estatut dels Jueus, les anotacions del qual són de la mà de Pétain (pàgina 2).

L'acte s'inscriu en un conjunt de textos contra els Jueus i els estrangers. El primer dels quals va ser el 1938 pres pel govern radical-socialista d'Édouard Daladier, així com el decret signat el 26 de setembre de 1939 pel ministre d'Interior Albert Sarraut instaurant sota comandament militar el Camp de les Milles, on van ser de fet concentrats refugiats Achkénazes, bon nombre dels quals van ser posteriorment deportats cap a Auschwitz o a altres camps d'extermini nazis.
Promulgat sota el govern de Laval, aquest primer estatut dels jueus va ser derogat i substituït durant el govern de Darlan per l'anomenada llei del "segon estatut dels jueus" publicada al Diari Oficial de la República Francesa el 14 de juny de 1941, que relaciona la pertinença a la " raça jueva" a la religió d'un avi i, alhora, multiplica les excepcions per als qui han prestat servei a la nació i les prohibicions per als altres.
La llei s'aplica a tot el territori de l'Estat francès però a la zona ocupada, es veu duplicada pels decrets de l'administració militar alemanya més o menys en conflicte amb el Ministeri d'Afers Exteriors alemany. Es refereix aproximadament a cent cinquanta mil ciutadans francesos, de religió jueva o no, i a tants estrangers.
No va tenir cap aplicació efectiva fins a la constitució operativa a partir d'abril de 1942 d'un cos policial capaç de fer-lo exigible, la Comissaria General d'Afers Jueus creat formalment un any abans, però va llançar persones objectiu en una situació precària. Provoca immediatament l'exili o la renúncia d'alguns, el recurs a nominats en alguns gabinets liberals, a feines clandestines a les empreses de comunicació, com els Estudis de Boulogne. A l'Administració, els acomiadaments són anunciats per funcionaris entusiasmats o sota pressió, com l'administrador interí de la Comédie Française Jacques Copeau, el cap de la censura de la qual Hans Baumann obté la dimissió perquè va excloure només quinze funcionaris i tres interns, André Brunot, Béatrice Bretty. i Robert Manuel. Aquests caps d'administració estan sotmesos a pressions de la seva jerarquia però no poden ser sancionats pels tribunals si s'abstenen mentre no hi hagi decret d'execució.
Aquest només va intervenir el 6 de juny de 1942 i va imposar simultàniament el port de l'Estrella Groga, provocant una inversió de l'opinió pública fins i tot entre els antisemites declarats, com ho demostra Marie Laurencin, una inversió reforçada a l'agost per l'apel·lació de mossèn Saliège, en Setembre l'establiment del Servei de Treball Obligatori, al novembre l'estancament de la Wehrmacht davant Stalingrad. El decret d'aplicació preveu un marc legal per a les detencions esporàdiques i després per a la participació de la policia francesa com a principal agent en les batudes massives, la de Vel d'Hiv a partir del 16 de juliol de 1942, seguida de la de Marsella el 22 de gener de 1943. El 22 de juliol de 1942, l'estatut dels jueus es completa amb la llei d'arianització, que organitza l'espoli dels béns que posseeixen les persones que entren en l'àmbit de l'estatut.

## Text de la llei
Llei anomenada estatut dels jueus
Nosaltres, Mariscal de França, Cap de l'Estat francès, escoltat el Consell de Ministres, decretem:
Article 1:
Es considera jueu, per a l'aplicació de la present llei, qualsevol persona descendent de tres avis de raça jueva o de dos avis de la mateixa raça, si el seu cònjuge és jueu.
Article 2 :
L'accés i l'exercici de les funcions i mandats públics que s'enumeren a continuació estan prohibits als jueus:
1. Cap d'Estat, membre del Govern, Consell d'Estat, Consell de l'Ordre Nacional de la Legió d'Honor, Tribunal de Cassació, Tribunal de Comptes, Cos de Mines, Cos de Ponts i Carreteres, Inspecció General de Finances, Corts d'Apel·lació, jutjats de primera instància, jutjats de pau, tots els jutjats professionals i totes les assemblees electes.
2. Agents dependents del Departament d'Afers Exteriors, Secretaris Generals de Departaments Ministerials, Directors Generals, Directors de les Administracions Centrals dels Ministeris, Prefectes, Subprefectes, Secretaris Generals de Prefectures, Inspectors Generals dels Serveis Administratius del Ministeri de l'Interior, funcionaris de tots els graus adscrits a tots els serveis policials.
3. Residents Generals, Governadors Generals, Governadors Colonials i Secretaris Generals, Inspectors Colonials.
4. Membres dels cossos docents.
5. Oficials de l'Exèrcit, Marina i Força Aèria.
6. Administradors, directors, secretaris generals en empreses beneficiàries de concessions o subvencions concedides per un poder públic, càrrecs designats pel Govern en societats d'interès general.
Article 3 :
L'accés i l'exercici de totes les funcions públiques diferents de les enumerades a l'article 2 només estan oberts als jueus si poden invocar alguna de les condicions següents:
a-: Ser titular del carnet de combatent 1914-1918 o haver estat citat durant la campanya 1914-1918;
b-: Havent estat esmentat a l'ordre del dia durant la campanya 1939-1940;
c-: Estar condecorat amb la Legió d'Honor a títol militar o amb la medalla militar.
Article 4 :
Es permet als jueus l'accés i l'exercici de les professions liberals, de les lliures, de les funcions atribuïdes als oficials ministerials i a tots els auxiliars de justícia, llevat que la normativa de l'Administració pública els hagi fixat una proporció determinada. En aquest cas, la mateixa normativa determinarà les condicions en què es produirà l'eliminació dels jueus en excés.
Article 5 :
Els jueus no poden, sense condicions ni reserves, exercir cap de les professions següents:
Directors, gestors, redactors de diaris, revistes, agències o publicacions periòdiques, a excepció de les publicacions de caràcter estrictament científic.
Directors, administradors, directius d'empreses que tinguin per objecte la fabricació, impressió, distribució, presentació de pel·lícules cinematogràfiques; directors i directors de plans, compositors de guions, directors, administradors, gestors de teatre o cinematografia, contractistes d'espectacles, directors, administradors, responsables de totes les empreses relacionades amb la radiodifusió.
La normativa de les administracions públiques fixarà, per a cada categoria, les condicions en què els poders públics podran vetllar pel compliment, per part dels interessats, de les prohibicions imposades en aquest article, així com de les sancions annexes a aquestes prohibicions.
Els jueus no podran, sense condició ni reserva, exercir la una quelconque de les professàvem següents: 
Article 6 :
En cap cas els jueus no poden formar part dels òrgans encarregats de representar les professions a què es refereixen els articles 4 i 5 d'aquesta llei ni de vetllar per la seva disciplina.
Article 7 :
Els funcionaris jueus a què es refereixen els articles 2 i 3 cessen en l'exercici de les seves funcions dins dels dos mesos següents a la promulgació d'aquesta llei. Podran reclamar els seus drets de pensió si compleixen les condicions d'antiguitat; a una jubilació proporcional si tenen almenys quinze anys de servei; Els que no puguin acollir-se a cap d'aquestes condicions percebran el seu salari durant un període que es fixarà, per a cada categoria, per reglament de l'Administració pública.
Article 8 :
Per decret individual adoptat en Consell d'Estat i degudament motivat, els jueus que, en els àmbits literari, científic i artístic, hagin prestat serveis excepcionals a l'Estat francès, poden ser exonerats de les prohibicions previstes per aquesta llei. Aquests decrets i els motius que els justifiquen es publicaran al Butlletí Oficial de la Província.
Article 9 :
Aquesta llei és aplicable a Algèria, a les colònies, països de protectorat i territoris sota mandat.
Article 10 :
Aquesta acte es publicarà al Butlletí Oficial de l'Estat i s'executarà com a llei estatal.
Fet a Vichy, el 3 d'octubre de 1940.

## Signants
Philippe Pétain.

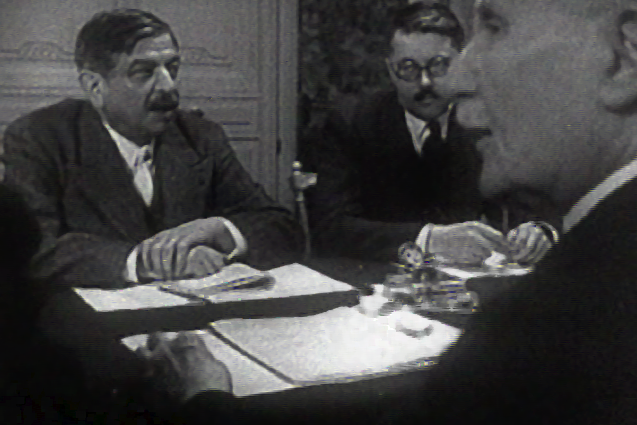
Pétain al primer pla, Laval i Yves Bouthillier al posterior-plànol.

Pel mariscal de França, cap de l'Estat francès:
El vicepresident del Consell, Pierre Laval.
El guàrdia dels segells, ministre secretari d'Estat a la Justícia, Raphaël Alibert.
El ministre secretari d'Estat a l'Interior, Marcel Peyrouton.
El ministre secretari d'Estat, als Afers estrangeres, Paul Baudouin.
El ministre secretari d'Estat a les Finances, Yves Bouthillier.
El ministre secretari d'Estat a la Marina, François Darlan.
El ministre secretari d'Estat a la Producció industrial i al Treball, René Belin.
El ministre secretari d'Estat a l'Agricultura, Pierre Caziot.